# Ларсен, Рейдар Торальф
Рейдар Торальф Ларсен (норв. Reidar Toralf Larsen; 8 октября 1923, Лиллехаммер — 16 февраля 2012, там же) — норвежский политик, деятель рабочего движения Норвегии. Председатель ЦК Коммунистической партии Норвегии (КПН) (март 1965 — ноябрь 1975), журналист, редактор.

## Биография
Сын рабочего. В 1943 году окончил коммерческое профессиональное училище. В 1941—1945 годах работал фабричным рабочим в своём родном Лиллехаммере, избирался членом городского совета Лиллехаммера (1945—1947). Получил профессию журналиста, трудился по специальности в 1945—1946 годах, прежде чем полностью посвятить себя политике.
В 1945 году вступил в Коммунистический союз молодёжи Норвегии (КСМН). В 1946—1948 годах редактировал Центральный орган КСМН газеты «Авангарден» («Avangarden»). В 1949—1953 годах возглавлял Коммунистический союз молодёжи Норвегии.
С 1950 года был членом Центрального правления и Секретариата Коммунистической партии Норвегии. В 1958—1965 годах — главный редактор центрального органа компартии газеты «Фрихетен» («Friheten»).
С марта 1965 по ноябрь 1975 года — председатель Коммунистической партии Норвегии. Сменил на этом посту Эмиля Лёвлиена.
В 1973—1977 годах избирался депутатом стортинга (парламента Норвегии). Был последним членом компартии, получившим место в стортинге. Был сторонником сотрудничества с Социалистической народной партией в составе Социалистического избирательного союза и, в противовес партийному большинству, голосовал за слияние с СНП в новой Социалистической левой партии Норвегии.
В 1975—1999 годах — член Социалистической левой партии Норвегии, до 1982 году входил в её руководство. Вышел из Социалистической левой партии в 1999 году в знак протеста против поддержки военного вмешательства НАТО в Югославии и бомбардировок Сербии. 

## Избранные труды
- Hvitbok om 1940, 1975
- Styrt fra Moskva?, 1980
- I gode og onde dager, 1984
- Død over de tyske okkupanter, 1998